# Torquispa
Torquispa is een geslacht van kevers uit de familie bladkevers (Chrysomelidae).
De wetenschappelijke naam van het geslacht werd in 1954 gepubliceerd door Uhmann.

## Soorten
- Torquispa caledoniae Uhmann, 1954
- Torquispa vittigera Uhmann, 1954